# David Wilcox
David Wilcox (...) è un autore televisivo e produttore televisivo statunitense pluripremiato.

## Carriera
Noto soprattutto per il suo lavoro sulle serie televisive Law & Order, Dragnet,  e il remake americano di Life on Mars.
Nel gennaio 2012 fu scelto dalla emittente americana ABC per la  realizzazione del plot e successivamente per la produzione della serie 666 Park Avenue. Wilcox creò il progetto divenendone produttore esecutivo e sceneggiatore.

### Fringe
Nell'estate del 2009, Wilcox entra a far parte del network Fox per produrre e scrivere la sceneggiatura della serie Fringe, lasciando il progetto dopo il finale della terza stagione.